# Kelvin Ransey
Kelvin Ransey (Toledo, Ohio, 3 de mayo de 1958) es un exjugador de baloncesto estadounidense que jugó 6 temporadas en la NBA. Con 1,85 metros de altura, lo hacía en la posición de base.

## Trayectoria deportiva

### Universidad
Jugó cuatro temporadas con los Buckeyes de la Universidad de Ohio State, en las que promedió 17,3 puntos, 4,6 asistencias y 3,7 rebotes por partido, Acabó su carrera siendo el base que más puntos ha conseguido en la historia de su universidad, con 1.934 puntos en 112 partidos. Fue incluido en sus tres últimas temporadas en el mejor quinteto de la Big Ten Conference.

### Profesional
Fue elegido en la cuarta posición del Draft de la NBA de 1980 por Chicago Bulls, pero fue inmediatamente traspasado a Portland Trail Blazers, junto con una primera ronda del draft del 81, a cambio de Ronnie Lester y otra ronda del mismo draft. En los Blazers se hizo rápidamente con el puesto de titular, acabando la liga regular como tercer mejor anotador de su equipo, con 15,2 puntos por partido, tras Jim Paxson y Mychal Thompson, y como mejor pasador, con 6,9 asistencias por partido, la séptima mejor marca de toda la liga. Estas estadísticas hicieron que fuese incluido en el mejor quinteto de rookies, y que incluso recibiera un voto en la elección del MVP de la NBA, en la que acabó en decimoquinta posición.
La temporada siguiente sería la mejor de toda su carrera. Volvió a situarse entre los diez mejores pasadores de la liga, con 7,1 asistencias por partido, a lo que añadió su mejor marca de anotación, promediando 16,1 puntos. Pero nada más terminar la temporada fue traspasado a Dallas Mavericks a cambio del veterano Wayne Cooper y una futura ronda del draft, en un intercambio que no favoreció a ninguno de los dos jugadores. Ramsey se vio relegado al banquillo, como suplente de Rolando Blackman, y aunque sus estadísticas siguieron siendo aceptables (11,1 puntos y 3,7 asistencias), no se acercaban a las conseguidas con los Blazers.
Al año siguiente fue nuevamente traspasado, esta vez a New Jersey Nets a cambio de Foots Walker y dos futuras rondas del draft. Allí comenzó de nuevo como titular, aunque sus cifras fueron poco a poco cayendo. Pasó tres temporadas con los Nets, perdiendo protagonismo paulatinamente, hasta que al finalizar la temporada 1985-86 decidió retirarse definitivamente. En el total de su carrera promedió 11,4 puntos y 5,2 asistencias por partido.

## Estadísticas de su carrera en la NBA

### Temporada regular
| Temporada | Edad | Equipo                 | Liga | P   | TIT | MIN  | TC  | TCA  | %TC  | 3P  | 3PA | %3P  | TL  | TLA | %TL  | R.OF. | R.DEF. | REB | ASIS | ROB | TAP | PER | FP  | PTS  |
| 1980-81   | 22   | Portland Trail Blazers | NBA  | 80  |     | 30.4 | 6.6 | 14.5 | .452 | 0.0 | 0.4 | .097 | 2.1 | 2.7 | .749 | 0.5   | 1.9    | 2.4 | 6.9  | 1.1 | 0.1 | 2.9 | 2.5 | 15.2 |
| 1981-82   | 23   | Portland Trail Blazers | NBA  | 78  | 68  | 31.0 | 6.5 | 14.0 | .460 | 0.0 | 0.5 | .079 | 3.1 | 4.1 | .761 | 0.5   | 1.9    | 2.4 | 7.1  | 1.2 | 0.1 | 2.9 | 2.2 | 16.1 |
| 1982-83   | 24   | Dallas Mavericks       | NBA  | 76  | 4   | 21.1 | 4.5 | 9.8  | .460 | 0.0 | 0.2 | .125 | 2.0 | 2.6 | .764 | 0.6   | 1.4    | 1.9 | 3.7  | 0.8 | 0.1 | 1.7 | 1.4 | 11.1 |
| 1983-84   | 25   | New Jersey Nets        | NBA  | 80  | 50  | 24.2 | 3.8 | 8.8  | .434 | 0.1 | 0.4 | .219 | 1.8 | 2.3 | .792 | 0.4   | 1.2    | 1.6 | 6.0  | 1.1 | 0.1 | 1.8 | 2.3 | 9.5  |
| 1984-85   | 26   | New Jersey Nets        | NBA  | 81  | 29  | 20.9 | 3.7 | 8.1  | .459 | 0.0 | 0.1 | .182 | 1.5 | 1.8 | .859 | 0.5   | 1.1    | 1.6 | 4.4  | 1.1 | 0.1 | 1.4 | 1.7 | 8.9  |
| 1985-86   | 27   | New Jersey Nets        | NBA  | 79  | 15  | 19.0 | 2.9 | 6.4  | .457 | 0.0 | 0.3 | .125 | 1.5 | 1.9 | .818 | 0.4   | 1.0    | 1.5 | 3.2  | 0.6 | 0.1 | 1.4 | 1.6 | 7.4  |
| Total     |      |                        | NBA  | 474 | 166 | 24.4 | 4.7 | 10.3 | .454 | 0.0 | 0.3 | .132 | 2.0 | 2.6 | .782 | 0.5   | 1.4    | 1.9 | 5.2  | 1.0 | 0.1 | 2.0 | 1.9 | 11.4 |

### Playoffs
| Temporada | Edad | Equipo                 | Liga | P  | MIN | TCA | TC  | 3PA | 3P | TLA | TL | R.OF. | REB | ASIS | ROB | TAP | PER | FP | PTS | %TC  | %3P   | %FT   | MIN  | PTS  | REB | AST |
| 1980-81   | 22   | Portland Trail Blazers | NBA  | 3  | 131 | 23  | 65  | 0   | 1  | 3   | 6  | 5     | 12  | 25   | 6   | 1   | 11  | 8  | 49  | .354 | .000  | .500  | 43.7 | 16.3 | 4.0 | 8.3 |
| 1983-84   | 25   | New Jersey Nets        | NBA  | 5  | 44  | 6   | 14  | 1   | 1  | 0   | 0  | 0     | 1   | 10   | 0   | 1   | 5   | 6  | 13  | .429 | 1.000 |       | 8.8  | 2.6  | 0.2 | 2.0 |
| 1984-85   | 26   | New Jersey Nets        | NBA  | 3  | 63  | 6   | 16  | 0   | 0  | 5   | 5  | 0     | 5   | 17   | 2   | 1   | 2   | 10 | 17  | .375 |       | 1.000 | 21.0 | 5.7  | 1.7 | 5.7 |
| 1985-86   | 27   | New Jersey Nets        | NBA  | 3  | 68  | 10  | 22  | 1   | 3  | 6   | 8  | 3     | 7   | 12   | 1   | 0   | 4   | 9  | 27  | .455 | .333  | .750  | 22.7 | 9.0  | 2.3 | 4.0 |
| Total     |      |                        | NBA  | 14 | 306 | 45  | 117 | 2   | 5  | 14  | 19 | 8     | 25  | 64   | 9   | 3   | 22  | 33 | 106 | .385 | .400  | .737  | 21.9 | 7.6  | 1.8 | 4.6 |

## Vida posterior
Tras retirarse, regresó a su ciudad natal, Toledo, en la cual fue predicador hasta el año 2000, fecha en la que se trasladó a vivir a Tupelo (Misisipi). Se ha casado dos veces y tiene seis hijos.